# Пхукет (аеропорт)
Міжнародний аеропорт Пхукет  (тай. ท่าอากาศยานภูเก็ต) (IATA: HKT, ICAO: VTSP) — міжнародний аеропорт, який обслуговує провінцію Пхукет, Таїланд. 
Розташований на півночі острова Пхукет, за 32 км від центру міста Пхукет.
Аеропорт відіграє важливу роль у туристичній індустрії Таїланду, оскільки острів Пхукет є популярним курортом.
Це третій за пасажирообігом аеропорт у Таїланді після аеропорту Суварнабхумі та міжнародний аеропорт Донмианг у столичному регіоні Бангкок.
У 2016 році аеропорт встановив рекордні 15,1 мільйона прильотів і вильотів, що на 17,8 відсотка більше, ніж у 2015 році.
.

## Термінали
Аеропорт має три термінали: термінал 2 використовується для міжнародних рейсів, а термінал 3 — для внутрішніх рейсів.
Термінал X для чартерних рейсів відкрився в лютому 2014 року.
Аеропорт Пхукет пройшов розширення та реконструкцію вартістю 5,14 мільярдів бат, роботи завершені в 2016 році.
  
Пропускна здатність нового міжнародного терміналу становить 12,5 мільйонів пасажирів на рік.

Розширення збільшило пропускну спроможність аеропорту до 20 мільйонів пасажирів на рік з попередньої пропускної спроможності в 6,5 мільйонів.
 
Залізничне сполучення з альтернативного аеропорту Крабі було впррваджено в 2012 році, оскільки Пхукет перевантажений і має мало можливостей для розширення. .

## Авіалінії та напрямки, червень 2023
| Авіакомпанія                  | Пункт призначення |
| ----------------------------- | --- |
| 9 Air                         | Гуанчжоу-Байюнь, Гуян-Лундунбао |
| Aeroflot                      | Красноярськ-Ємельяново, Москва–Шереметьєво, Новосибірськ |
| Air Arabia                    | Сезонний: Шарджа |
| AirAsia                       | Куала-Лумпур |
| Air Astana                    | Алмати |
| Air China                     | Пекін — Шоуду, Ченду–Тяньфу, Ханчжоу-Сяошань |
| Asiana Airlines               | Сеул–Інчхон |
| Azur Air                      | Сезонний чартер: Челябінськ, Казань, Хабаровськ, Красноярськ-Ємельяново, Москва–Внуково, Нижній Новгород, Новосибірськ, Ростов-на-Дону, Самара, Санкт-Петербург, Тюмень, Уфа, Владивосток, Єкатеринбург |
| Azur Air Ukraine              | Сезонний чартер: Київ–Бориспіль (призупинено) |
| Bangkok Airways               | Бангкок–Суварнабгумі, Хат'яй, Самуї, Паттая |
| Batik Air Malaysia            | Куала-Лумпур |
| Cathay Pacific                | Гонконг |
| China Eastern Airlines        | Ченду-Тяньфу, Куньмін-Чаншуй, Нанкін-Лукоу, Сяньян |
| China Southern Airlines       | Гуанчжоу-Байюнь |
| Chongqing Airlines            | Чунцин-Цзянбей |
| Edelweiss Air                 | Сезонний: Цюрих |
| El Al                         | Тель-Авів |
| Emirates                      | Дубай |
| Etihad Airways                | Абу-Дабі |
| EVA Air                       | Тайвань-Таоюань |
| Finnair                       | Сезонний: Гельсінкі |
| Firefly                       | Пенанг |
| Go First                      | Бангалор, Делі, Мумбаї |
| GullivAir                     | Сезонний чартер: Бухарест, Софія |
| Hainan Airlines               | Пекін — Шоуду, Гуанчжоу-Байюнь |
| HK Express                    | Гонконг |
| Hong Kong Airlines            | Гонконг |
| I-Fly                         | Красноярськ-Ємельяново, Москва–Внуково, Новосибірськ |
| Ikar                          | Бєлгород, Благовєщенськ, Чита, Краснодар, Красноярськ–Ємельяново, Новосибірськ, Оренбург, Перм, Петропавловськ-Камчатський, Самара, Сургут, Тюмень, Улан-Уде, Южно-Сахалінськ                           |
| IndiGo                        | Делі, Мумбаї |
| Jetstar                       | Мельбурн, Сідней |
| Jetstar Asia                  | Сінгапур |
| Jin Air                       | Сезонний: Сеул–Інчхон |
| Juneyao Airlines              | Нанкін-Лукоу, Шанхай–Пудун |
| Korean Air                    | Сеул–Інчхон |
| Kunming Airlines              | Куньмін-Чаншуй |
| LOT Polish Airlines           | Сезонний чартер: Варшава–Шопен |
| Lucky Air                     | Куньмін-Чаншуй, Чженчжоу-Сіньчжен |
| Mahan Air                     | Сезонний: Тегеран–Імам Хомейні |
| Malaysia Airlines             | Куала-Лумпур |
| MIAT Mongolian Airlines       | Сезонний: Улан-Батор |
| Myanmar Airways International | Янгон |
| Neos                          | Сезонний: Мілан–Мальпенса |
| Nok Air                       | Бангкок–Донмианг, Пекін — Шоуду, Ханчжоу-Сяошань, Убонратчатхані |
| Nordwind Airlines             | Челябінськ, Іркутськ, Хабаровськ, Красноярськ-Ємельяново, Москва–Шереметьєво, Нижній Новгород, Новосибірськ, Ростов-на-Дону, Санкт-Петербург, Якутськ                                                   |
| Okay Airways                  | Ченду–Тяньфу, Сяньян Сезонний: Ханчжоу-Сяошань |
| Oman Air                      | Маскат |
| Qanot Sharq                   | Сезонний: Ташкент |
| Qatar Airways                 | Доха |
| Ruili Airlines                | Куньмін-Чаншуй |
| S7 Airlines                   | Іркутськ, Красноярськ-Ємельяново, Новосибірськ |
| SalamAir                      | Маскат |
| SCAT Airlines                 | Сезонний чартер: Алмати, Астана |
| Scoot                         | Сінгапур |
| Shanghai Airlines             | Шанхай–Пудун |
| Shenzhen Airlines             | Шеньчжень-Баоань |
| Sichuan Airlines              | Ченду-Тяньфу, Чунцин-Цзянбей |
| Singapore Airlines            | Сінгапур |
| SpiceJet                      | Сезонний чартер: Сурат |
| Spring Airlines               | Ченду-Тяньфу, Гуанчжоу-Байюнь, Шанхай–Пудун |
| Sunclass Airlines             | Сезонний чартер: Копенгаген, Гетеборг, Осло-Гардермуен, Стокгольм–Арланда |
| Sunday Airlines               | Сезонний чартер: Алмати, Бішкек |
| Thai AirAsia                  | Бангкок–Донмианг, Бангкок–Суварнабхумі, Чіангмай, Сінгапур, Удонтхані |
| Thai Lion Air                 | Бангкок–Донмианг, Чанша-Хуанхуа, Чунцин-Цзянбей, Ханчжоу-Сяошань, Хефей-Синьцяо, Нанкін-Лукоу, Шанхай–Пудун, Тяньцзінь-Біньхай, Сяньян, Чженчжоу-Сіньчжен                                               |
| Thai Smile                    | Бангкок–Суварнабхумі |
| Thai VietJet Air              | Бангкок–Суварнабхумі, Чіангмай, Чіанграй |
| Tigerair Taiwan               | Тайвань-Таоюань |
| TUI Airways                   | Сезонний: Лондон–Гатвік, Манчестер Сезонний чартер: Копенгаген, Гетеборг, Гельсінкі, Стокгольм–Арланда                                                                                                  |
| Turkish Airlines              | Стамбул |
| Uzbekistan Airways            | Сезонний: Ташкент |
| VietJet Air                   | Ханой, Хошимін |
| Vietnam Airlines              | Хошимін |
| West Air                      | Чунцин-Цзянбей |